# 建昌郡
建昌郡，中國西晉時設置的郡，後廢。南朝劉宋時復置僑郡，後來不知所終。

## 沿革
- 晉惠帝元康九年（299年）分長沙郡東北置郡，郡治下雋縣（今湖北省通城县西北），領下雋、巴陵（今湖南省岳陽市）、蒲圻（今湖北省嘉魚縣西南陸溪鎮）[1]3縣，隸屬於湘州。咸和四年（329年）改屬荊州。東晉咸康元年（335年）廢郡併入長沙郡。[2]
- 南朝宋孝建元年（454年）僑置建昌郡，属雍州。寄治襄阳（今湖北襄阳市汉水南襄阳城）。南梁废除。
- 北魏置建昌郡，魏太武帝太平真君六年（445年）置河州镇（今临夏市），所领金城郡治榆中，领榆中县、大夏县。魏孝文帝太和十四年（490年）对州、郡进行调整，恢复凉州，改金城郡为建昌郡，郡治子城县（今甘肃榆中县西北）。据《水经注 ·河水二》：“宛川水出勇士县之子城南山，东北流，历此成川，世谓之子城川”。北周废除。

## 出處
1. ↑  胡阿祥《中國行政區劃通史·三國兩晉南朝卷》第四編〈西晉諸州郡縣沿革〉依據《宋書州郡志》「蒲圻男相，晉武帝太康元年立。本屬長沙」一文，列為長沙郡屬縣。然而蒲圻縣在下雋、巴陵2縣之北，依胡阿祥說則成長沙郡飛地。《宋書州郡志》載「建昌郡，晉惠帝元康九年，分長沙東北下雋諸縣立」，蒲圻縣必在「長沙東北下雋諸縣」之中。
2. ↑  《宋書》卷37〈州郡志三·湘州刺史〉：「建昌郡，晉惠帝元康九年，分長沙東北下雋諸縣立，成帝咸康元年省。」